# Rai Way
Rai Way è una società per azioni del gruppo Rai. Possiede la rete di diffusione del segnale radiotelevisivo della Rai e ha il compito di gestirla e mantenerla.
La società è quotata presso la Borsa valori di Milano nell'indice FTSE Italia Mid Cap.

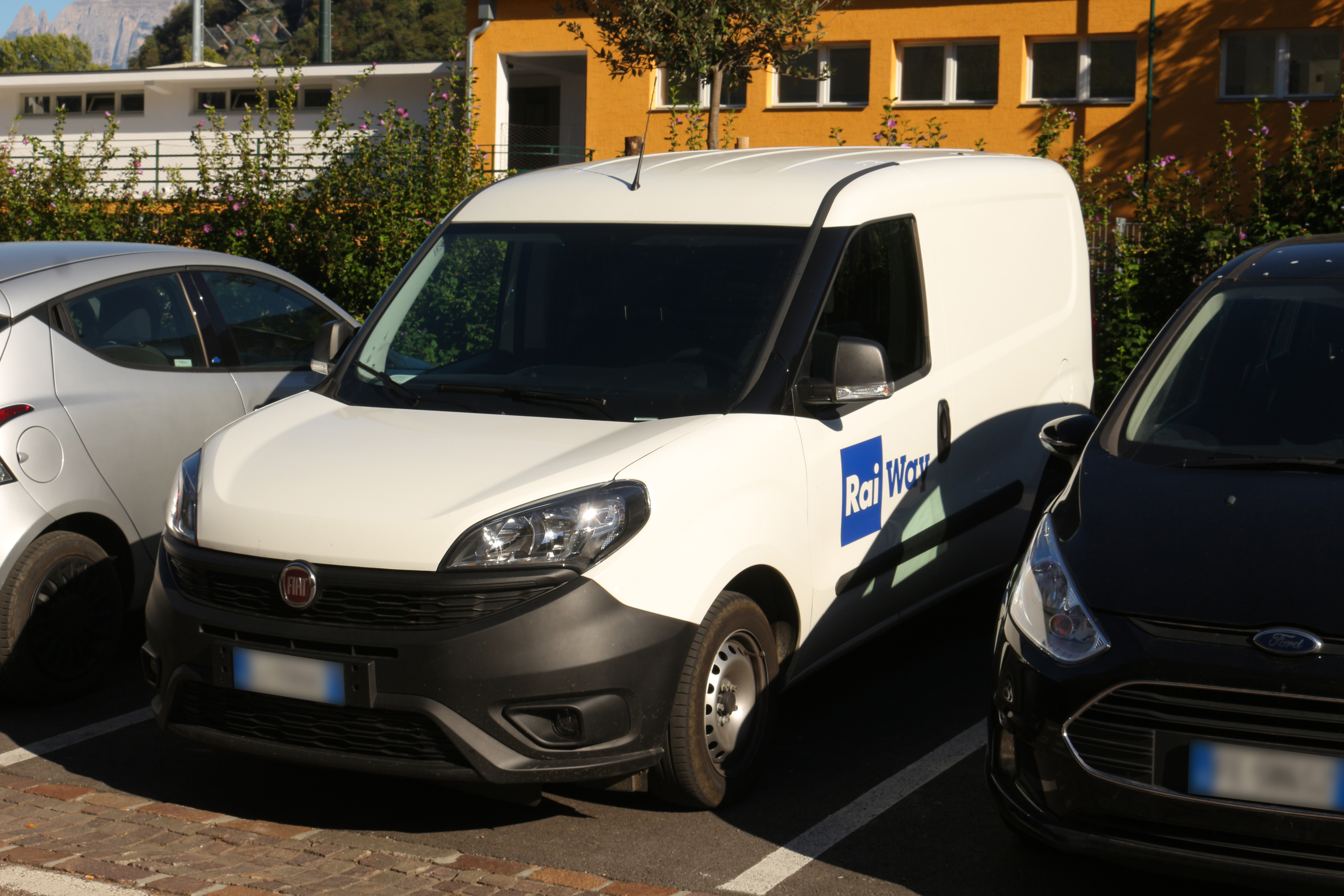
Auto aziendale

## Sedi
Rai Way ha sede legale a Roma, in cui si trova il Centro Nazionale di Controllo della Rete di Trasmissione; a Milano è collocato invece il Centro Nazionale di Controllo della Rete di Diffusione. A Torino ha sede presso il Palazzo Pietro Micca, mentre altre sedi territoriali sono presenti in tutta Italia.

## Radio
I ripetitori, dislocati su tutto il territorio nazionale, hanno lo scopo di garantire la più ampia copertura del territorio. Essi diffondono il segnale con trasmissioni analogiche (FM). Vi è anche un multiplex attivo in digitale con lo standard DAB+.
I programmi radio sono trasmessi anche sul digitale terrestre e sul satellite Eutelsat Hot Bird 13° est e possono essere ricevuti attraverso la piattaforma Tivùsat o qualsiasi decoder che possa ricevere segnali in DVB-S2.

## Televisione
I ripetitori, dislocati su tutto il territorio nazionale, hanno lo scopo di garantire la più ampia copertura del territorio. 
Essi diffondono il segnale in digitale terrestre, attraverso i seguenti multiplex:
- RAI Mux MR (canali in definizione standard e in alta definizione, ne esistono 11 versioni);
- RAI Mux A (canali in definizione standard e in alta definizione);
- RAI Mux B (canali in definizione standard e in alta definizione).

In passato erano usati anche questi multiplex:
- RAI Mux A (prima versione) (fino al 4 luglio 2012);
- RAI Mux B (prima versione) (fino al 4 luglio 2012);
- RAI Mux 1 (fino al 20 giugno 2022, ne esistevano 22 versioni);
- RAI Mux 2 (fino al 20 ottobre 2021);
- RAI Mux 3 (fino al 20 ottobre 2021);
- RAI Mux 4 (fino al 20 ottobre 2021);
- Rai Mux France (o F) (fino al 3 gennaio 2022, copertura limitata alla Valle d'Aosta);
- RAI Mux 5 (test DVB-T2) (fino al 29 giugno 2022);
- RAI Mux 6.

Rai Way irradia i segnali televisivi anche sui satelliti Eutelsat posizionati a 13° Est attraverso la piattaforma Tivùsat e limitatamente su Sky Italia.
Dispone di tre transponder con uplink da Roma:
- transponder 124 (frequenza 10992 MHz V, symbol rate 27500, FEC 2/3, DVB-S, QPSK), contenente canali in definizione standard, alta definizione e home frequency Tivùsat;
- transponder 52 (frequenza 11766 MHz V, symbol rate 29900, FEC 3/4, DVB-S2, 8PSK), contenente canali in alta definizione, ultra alta definizione e radio;
- transponder 125 (frequenza 11013 MHz H, symbol rate 29900, FEC 3/4, DVB-S2, 8PSK), contenente canali in alta definizione e informazione regionale.

## Storia

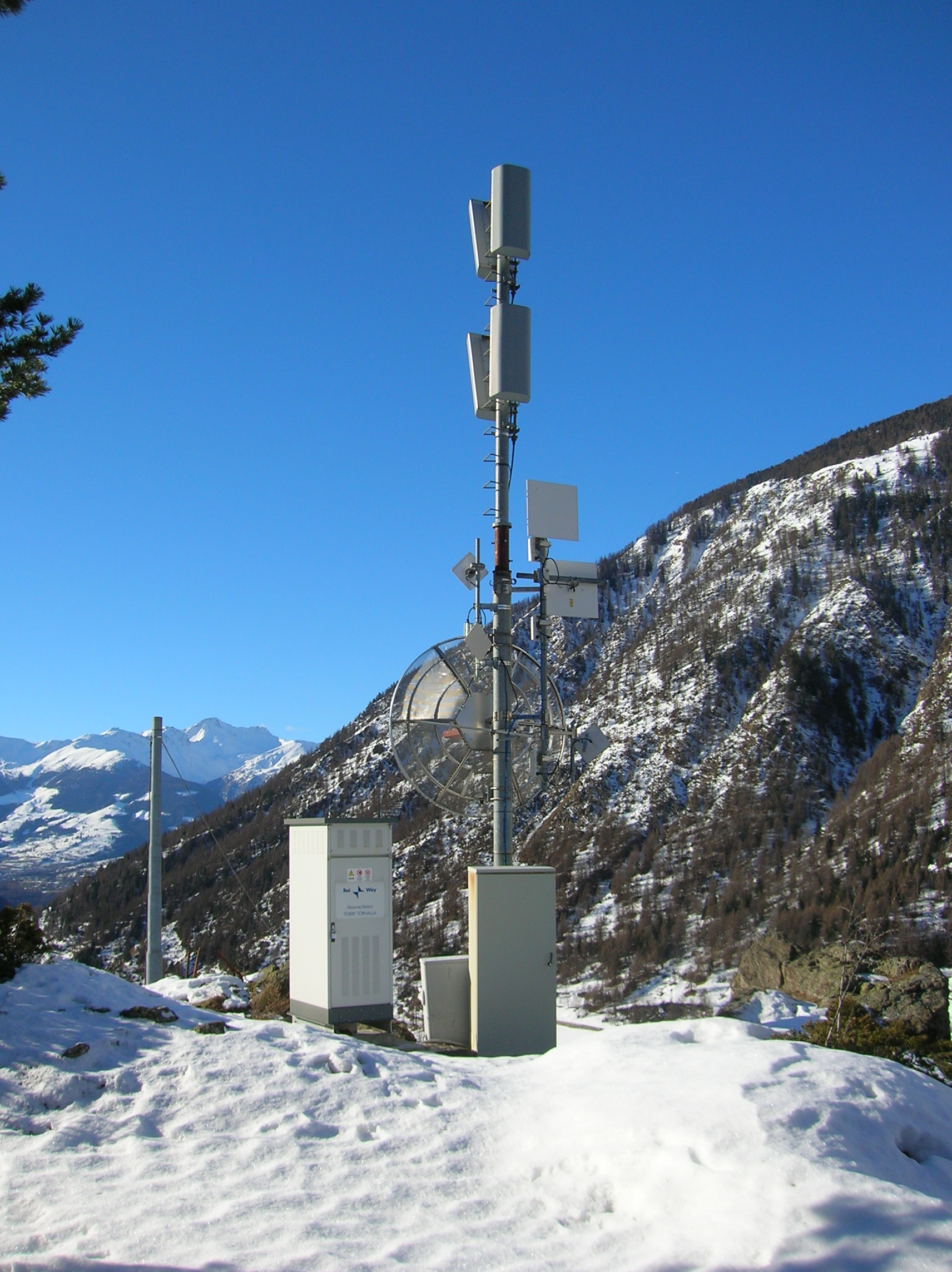
Impianto Rai Way nei pressi della Tornalla di Oyace con Mux MR7.

Nasce inizialmente come Divisione Trasmissione e Diffusione (DTD) di RAI nel gennaio 1999 e il 29 luglio dello stesso anno viene creata la NewCo TD S.p.A., al fine di poter utilizzare gli impianti, oggetto di concessione radiotelevisiva, anche per i servizi di telecomunicazioni. Tra febbraio e marzo del 2000 si effettua il passaggio di funzioni e personale (proprietà degli impianti trasmittenti e di collegamento, 750 dipendenti della divisione tecnica-trasmissione e diffusione-) e il 1º marzo 2000 Rai Way S.p.A. diventa pienamente operativa. La rete Waynet viene completata nel 2003 ed è composta da centinaia di stazioni collegate tramite ponti radio digitali con la tecnologia SDH e in fibra ottica. Nel dicembre dello stesso anno la metà della popolazione viene raggiunta dalla rete digitale terrestre, completata in meno di due anni. Si è occupata del passaggio definitivo dal segnale analogico al digitale nelle regioni italiane, concluso il 4 luglio 2012.

### Quotazione in Borsa
Dal 19 novembre 2014 è quotata ad un prezzo di 2,95 euro per azione, alla Borsa di Milano, con un capitale flottante che si attesta al 30,5%, il restante 69,5% della società resta alla Rai.
Il 25 febbraio 2015 EI Towers ha annunciato l'intenzione di lanciare un'offerta pubblica di acquisto ostile che, tuttavia, è risultata impossibile, in quanto per legge almeno il 51% del capitale azionario di Rai Way deve rimanere alla Rai.
Il 7 marzo 2022 Mario Draghi firma un DPCM che consente alla Rai di ridurre la propria quota in Rai Way sotto al 51%; questo ha aperto nuovamente alla possibile fusione con EI Towers.

## Azionariato
L'azionariato comunicato alla Consob è il seguente:
- Rai: 65,073%
- Artemis: 5,040%
- Altri azionisti: 29,887%